# Macintosh Plus
De Macintosh Plus is een personal computer die ontworpen, gefabriceerd en verkocht werd door Apple Computer, Inc. van januari 1986 tot oktober 1990. Het is de tweede update van de originele Macintosh 128K. Het apparaat werd standaard geleverd met 1 MB RAM (uitbreidbaar tot 4 MB) en had een SCSI-interface, waardoor het mogelijk was om meerdere externe opslagapparaten aan te sluiten.
De Macintosh Plus werd oorspronkelijk geleverd met Macintosh System 3.0 maar kon alle versies van Mac OS uitvoeren tot en met Systeem 7.5.5. De Macintosh Plus is daarmee de oudste Macintosh die Systeem 7 kan draaien.

## Kenmerken
De Macintosh Plus beschikt over een 8MHz-Motorola 68000-processor en was de eerste computer van Apple die gebruikmaakte van SIMM-geheugenmodules in plaats van vaste DRAM-chips op het moederbord. De vier SIMM-slots maakten het mogelijk om de standaard geheugenconfiguratie van 1 MB RAM uit te breiden tot 4 MB RAM, door de vier originele 256K SIMM's te vervangen door SIMM's van 1MB.
De Macintosh Plus was ook voorzien van een dubbelzijdig 3,5-inch-diskettestation met ondersteuning voor 800kB-diskettes. Daarmee verdubbelde de Macintosh Plus de opslagcapaciteit van de diskettes ten opzichte van zijn voorgangers. Omdat het Macintosh-diskettestation gebruikmaakte van een variabele snelheid, was het niet compatibel met de pc-diskettestations van die tijd.
Verder was dit ook de eerste Macintosh-computer met een SCSI-interface, waardoor het mogelijk was om meerdere externe opslagapparaten zoals harde schijven, cd-romlezers en tapedrives aan te sluiten. De SCSI-implementatie van de Macintosh Plus dateert echter van vlak voor de officiële SCSI-specificatie en was daarom niet 100% compatibel. De SCSI-interface was van dan af aanwezig op alle Macintoshmodellen tot eind jaren 90 en zou pas verdwijnen met de introductie van de iMac G3 in 1998, die voorzien was van USB-poorten.
De Macintosh Plus had een ROM-chip van 128 kB, het dubbele van zijn voorgangers. Dit was nodig voor de implementatie van de SCSI-controller, het nieuwe 800kB-diskettestation en HFS (Hierachical File System), het nieuwe bestandssysteem van Apple waarmee mappen hiërarchisch georganiseerd konden worden op verschillende niveaus. Dit in tegenstelling tot het vroegere MFS (Macintosh File System), waarbij er slechts een enkel niveau was en mappen een louter cosmetische functie hadden.
Na de introductie van de Macintosh SE en de Macintosh II in 1987 bleef de Macintosh Plus in productie als goedkoper alternatief, tot in 1990 de Macintosh Classic die rol overnam. Daardoor is de Macintosh Plus nog steeds de langst verkochte Macintosh.

## Specificaties
- Processor: Motorola 68000, 8 MHz
- Systeembus snelheid: 8 MHz
- ROM-grootte: 128 kB
- Databus: 16 bit
- RAM-type: 150 ns 30-pin SIMM
- Standaard RAM-geheugen: 1 MB
  - Uitbreidbaar tot maximaal 4 MB
  - RAM-sleuven: 4 (in paren)
- Standaard diskettestation: 3,5-inch, 800 kB
- Uitbreidingssleuven: geen
- Type batterij: 4,5 volt Alkaline
- Beeldscherm: 512×342 pixels, monochroom
- Uitgangen:
  - 2 seriële poorten
  - 1 SCSI-poort (DB-25)
  - 1 diskettestation (DB-19)
  - 1 toetsenbord (RJ-11)
  - 1 muis (DB-9)
- Ondersteunde systeemversies: 3.0 t/m 7.5.5
- Afmetingen: 34,5 cm × 24,6 cm × 27,7 cm (lxbxh)
- Gewicht: 7,5 kg[1]

Uit productie: 1984: Macintosh 128K, Macintosh 512K · 1985: Macintosh XL · 1986: Macintosh Plus · 1987: Macintosh II, Macintosh SE · 1988: Macintosh IIx · 1989: Macintosh SE/30, Macintosh IIcx, Macintosh IIci, Macintosh Portable · 1990: Macintosh IIfx, Macintosh Classic, Macintosh IIsi, Macintosh LC serie · 1991: Macintosh Quadra 700, Macintosh Quadra 900, Apple PowerBook · Macintosh Classic II · 1992: Macintosh IIvx, Macintosh Quadra 950, PowerBook Duo, Macintosh Performa serie · 1993: Macintosh Centris serie, Macintosh Color Classic, Macintosh TV · Apple Workgroup Server · 1994: Power Macintosh · 1997: Power Macintosh G3, PowerBook G3, Twentieth Anniversary Macintosh · 1998: iMac · 1999: iBook, Power Mac G4 · 2000: Power Mac G4 Cube · 2001: PowerBook G4 · 2002: eMac, iMac G4 · 2003: Xserve, Power Mac G5 · 2004: iMac G5 · 2005: Mac mini · 2006: MacBook · 2015: MacBook (Retina) · 2017: iMac Pro

Huidige modellen: MacBook Air, MacBook Pro, iMac, Mac mini, Mac Studio, Mac Pro